# 基尔沙伊姆
基尔沙伊姆（法語：Kirchheim，法語發音：[kiʁʃaim]）是法国下莱茵省的一个市镇，属于莫尔塞姆区。

## 地理
基尔沙伊姆（48°36'34"N, 7°29'45"E）面积2.3 平方千米，位于法国大東部大區下莱茵省，该省份为法国大陆部分最东部的省份，是阿尔萨斯的一部分，今与上莱茵省组成了阿尔萨斯欧洲集体，其南至上莱茵省，西南接孚日省和默尔特-摩泽尔省，西接摩泽尔省，北与德国接壤。
与基尔沙伊姆接壤的市镇（或旧市镇、城区）包括：达勒奈姆、马尔勒奈姆、奥德拉蔡姆、旺让、韦斯托芬。
基尔沙伊姆的时区为UTC+01:00、UTC+02:00（夏令时）。

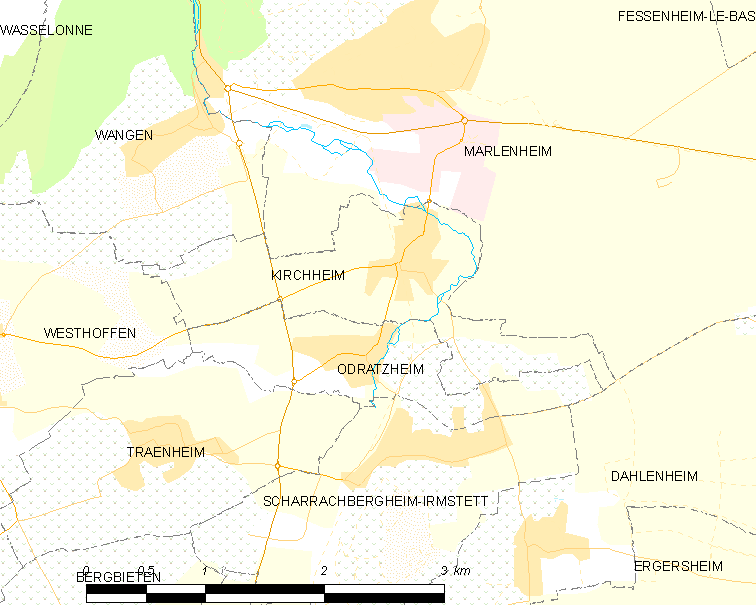
基尔沙伊姆的OSM定位图

## 行政
基尔沙伊姆的邮政编码为67520，INSEE市镇编码为67240。

## 政治
基尔沙伊姆所属的省级选区为莫尔塞姆县。

## 人口

1962-2008年间基尔沙伊姆人口变化图示

基尔沙伊姆于2022年1月1日时的人口数量为697人。